# 빈센트 아이리자리
빈센트 이리자리(Vincent Irizarry, 영어 발음: /ˌɪriˈzɑːriː/, 1959년 11월 12일 ~ )는 미국의 배우이다.
퀸스에서 태어났다. 《우리 생애 나날들》(2016-17) 등의 출연을 통해 데이타임 에미상 남우주연상 후보에 두 차례 올랐으며, 《올 마이 칠드런》(2008-11)으로 2009년 제36회 데이타임 에미상 남우조연상을 수상하였다.

## 출연 작품

### 텔레비전
- 가이딩 라이트 (1983-85, 1989, 1991-96)
- 제시카의 추리극장 (1991)
- 베벌리힐스 아이들 (1997)
- 올 마이 칠드런 (1997-2006, 2008-11, 2013)
- 원 라이프 투 리브 (2005)
- 더 영 앤 더 레스트리스 (2007-08)
- 우리 생애 나날들 (2016-17, 2021)
- 더 볼드 앤 더 뷰티풀 (2019-현재)

### 영화
- 여소방관 신디 (1986, Firefighter)
- 승리의 전쟁 (1986)
- Left to Die (2012) - 닉 역